# Relation ferroviaire Alès-Bessèges
La ligne Alès-Bessèges est une relation ferroviaire longue de 32 kilomètres qui relie Alès à Bessèges, entièrement dans le département du Gard. Elle est intimement liée à l'histoire de l'extraction du charbon dans les Cévennes.
Elle emprunte deux lignes (infrastructure) : la ligne de Bessèges à Robiac (no 808000) et la section de Robiac à Alès de la ligne du Teil à Alès (no 805000). Cette ligne en impasse est en correspondance à Alès avec la ligne Saint-Germain-des-Fossés - Nîmes-Courbessac.
Depuis octobre 2012 la relation ferroviaire Alès-Bessèges est suspendue, en raison de l’obsolescence de la superstructure et de la déliquescence des quais et bâtiments. 

## Historique

### Ligne de Bessèges à Alais

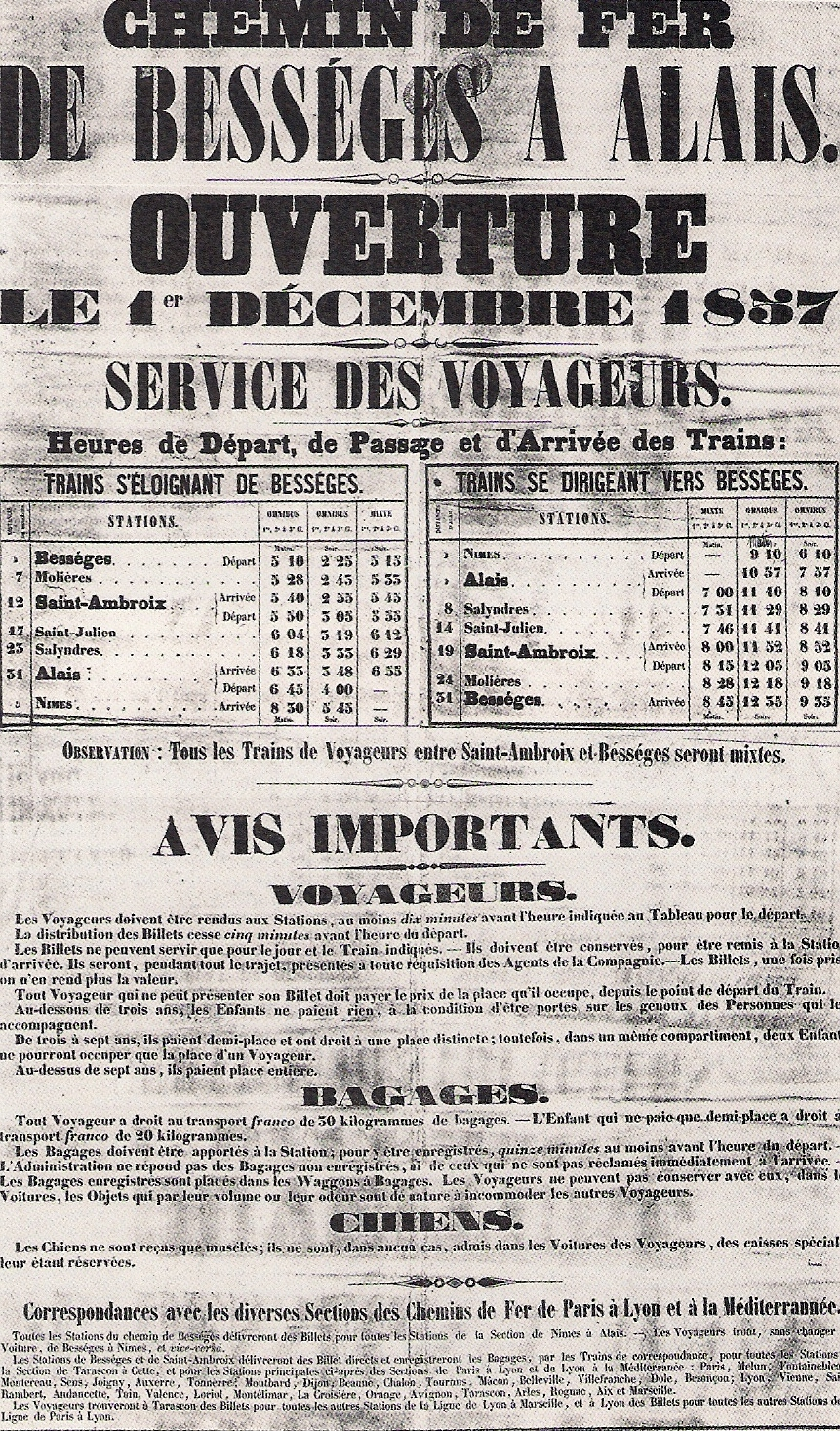
Affiche premiers horaires.

Dès 1847, le développement minier et industriel du bassin houiller de la Cèze est limité par l'insuffisance du réseau routier qui ne permet pas de résister à la concurrence du bassin minier de la Grand-Combe. En 1852, la demande d'une « concession d'un chemin de fer de Bessèges à Alais » est déposée par la « Compagnie houillère de Bessège ».
Le décret du 7 juin 1854 concède ce chemin de fer à MM. de Veau, de Robiac et Compagnie et le 16 août 1855 les statuts de la Compagnie du chemin de fer de Bessèges à Alais sont approuvés. L'État n'apporte ni garantie d'intérêt ni subvention, la compagnie doit prendre à son compte la totalité du coût de la construction qu'elle s'engage à réaliser dans les quatre ans. Elle soustraite le chantier à l'entreprise Maydieu, Tourneux et Lenoir, avec un délai de réalisation limité à deux années. Le coût du chantier est estimé à 5,4 millions de francs. Pour assurer la réussite de l'entreprise, en évitant des déperditions de trafic vers le bassin concurrent, en 1855, la compagnie prend également en charge la construction d'un embranchement de 11 kilomètres de Bessèges à Portes et s'engage à y assurer un transport gratuit. Afin de mettre toutes les chances de son côté en bénéficiant du savoir-faire et des moyens d'une grande compagnie, l'exploitation est confiée à la Compagnie des chemins de fer de Paris à Lyon et à la Méditerranée (PLM).
Le tracé nécessite des travaux importants, près de 700 000 mètres cubes sont déplacés. l'entreprise ne pouvant respecter le délai imparti, la Compagnie prend en charge la fin du chantier où l'on compte notamment neuf importants viaducs. Après la pose de la voie, en septembre, des crues, dues à d'abondantes pluies, occasionnent un nouveau retard. Après contrôle des installations, par la compagnie et le PLM, la ligne de chemin de fer « Bessèges-Alais » est mise en service le 1er décembre 1857.
En 1858, un second embranchement, plus modeste, fut réalisé de Robiac jusqu'au hameau de La Valette (Rochessadoule) par la Compagnie des mines, pour desservir notamment les mines et les tuileries.
Le 9 août 1865, la Compagnie du chemin de fer de Bessèges à Alais signe un traité de fusion avec le PLM. Cette fusion absorption est approuvée le 10 février 1866.
Le matériel roulant:
- dans les années 1960 des locomotives diesel type 63500 ont tiré des voitures modernisées Sud-Est à essieux « trois pattes »
- au début des années 2000 avec l'achat d'autorails neufs de type X 73500[Quoi ?].

En 2010, le transport des voyageurs est assuré par des autorails TER. Le service voyageurs est assuré par trois aller-retour par jour à une vitesse qui est de 70 km/h sur un tiers et limité à 40 km/h sur le reste du parcours du fait de l'état de la voie. Il y a également un ou deux trains de fret par mois.

## Infrastructures utilisées par la relation Alès-Bessèges

### Lignes (infrastructure)
Elle emprunte deux lignes (infrastructure) : la ligne de Bessèges à Robiac (no 808000) et la section de Robiac à Alès de la ligne du Teil à Alès (no 805000).
En mars 2022, SNCF Réseau annonce une revitalisation de la ligne, avec une desserte de neuf gares, avec une gare nouvelle Alès Lycée et les gares  Alès, Salindres, Saint-Julien-les-Fumades, Saint-Ambroix, Molières-sur-Cèze, Gammal, Robiac-Rochessadoule et Bessèges. La gestion de la ligne est sur le point d’être transférée (2022 - 2023) à la gestion Occitanie, selon la loi d'orientation des mobilités (LOM). Les délais pour une réouverture sont annoncés à l’été 2026, mais la région espère obtenir un raccourcissement de ces délais

### Gares
- Gare d'Alès
- Gare de Salindres

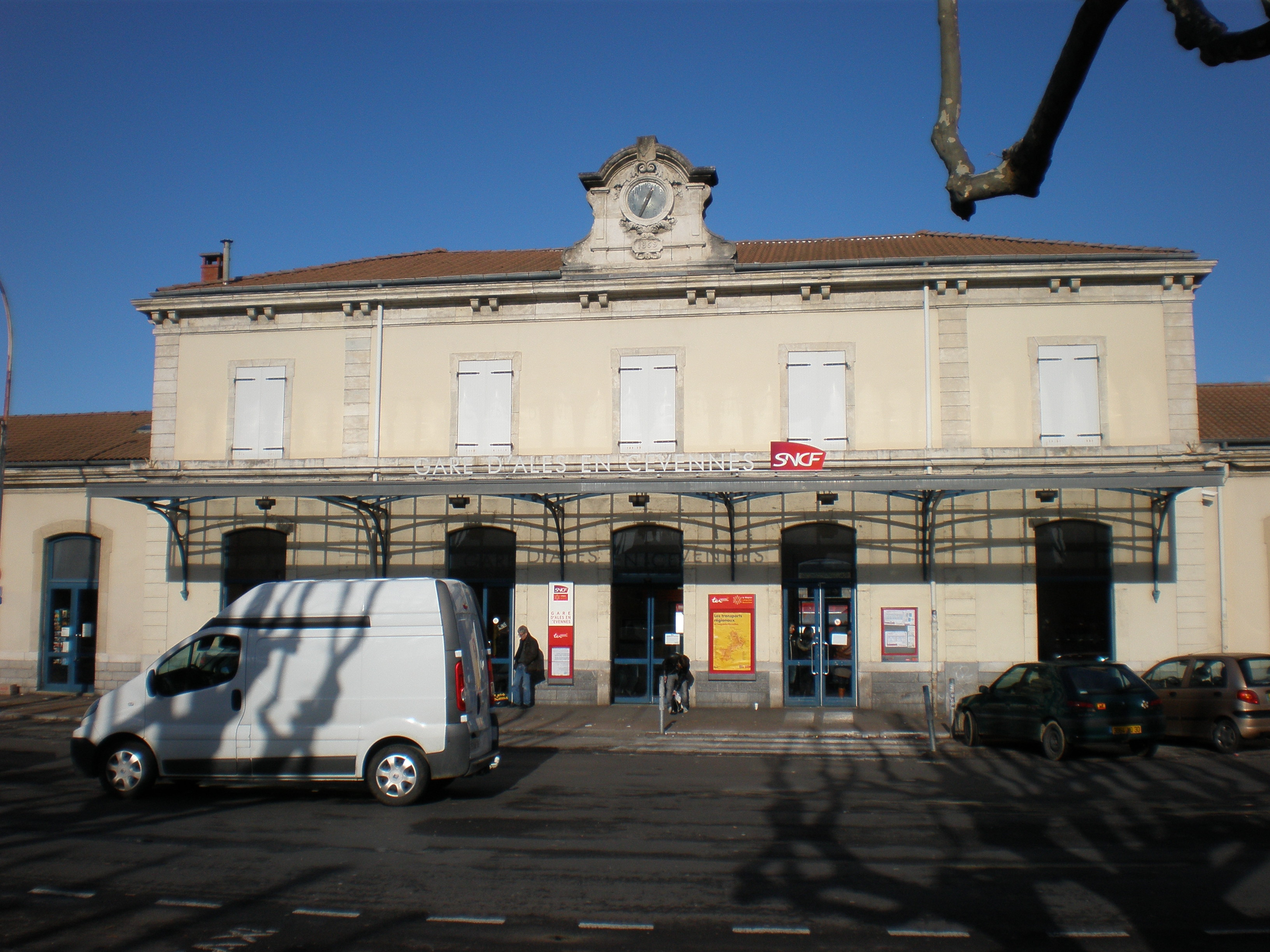
La gare d'Alès

- Gare de Saint-Julien - les Fumades
- Gare de Saint-Ambroix
- Gare de Molières-sur-Cèze
- Gare de Gammal
- Gare de Robiac
- Gare de Bessèges

### Ouvrages d'art
- Le viaduc de Saint-Julien de Cassagnas sur l'Auzonnet (9 arches de 12 mètres), construit pour 2 voies[7].
- Le tunnel de Saint-Ambroix long de 275 mètres, creusé pour le passage de 2 voies[8].

## Avenir de la ligne
Le 26 juin 2012 à Alès, a lieu une réunion avec : les représentants de la SNCF (Jean Ghedira) et de RFF, des élus locaux et des membres du Collectif de défense et de développement de la ligne Alès-Bessèges (porte-parole Thierry Ferre également responsable du syndicat CGT des cheminots). Est annoncée, pour début juillet, la suspension du tronçon Bessèges-Saint-Ambroix fermé pour trois ans si les partenaires réussissent à se mettre d'accords sur leur participation aux 9M€, minimum nécessaire pour sa réhabilitation.
Le 21 juin 2013, les élus et les responsables SNCF et RFF s'entendent sur une « restauration au moindre coût » pour 9M€. Au tour de table il manque cependant l'engagement de la région, qui repousse sa réponse.

En mars 2021, après 2 ans d'études préliminaires, la SNCF lance une concertation sur la réouverture de la ligne. 
À la suite de cette concertation, la région signe un protocole d'accord avec la SNCF pour la réouverture de la ligne.
Le projet prévoit 2 ans (2021-2023) d'etudes avant projet, puis 2 ans (2023-2025) d'études projet avec appel d'offres pour réaliser les travaux et enfin 1 an et demi de travaux pour une mise en service à l'horizon 2026 avec 7 allers/retours par jour

## Galerie de photographies

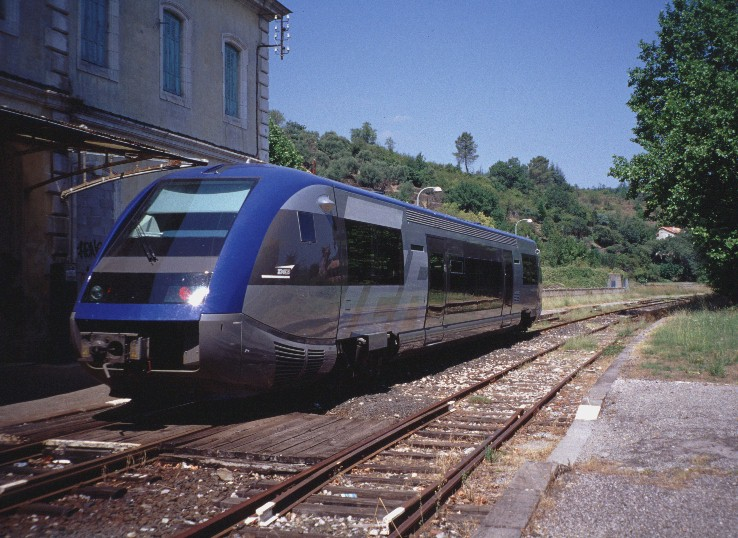
Un autorail TER à la gare de Saint Ambroix
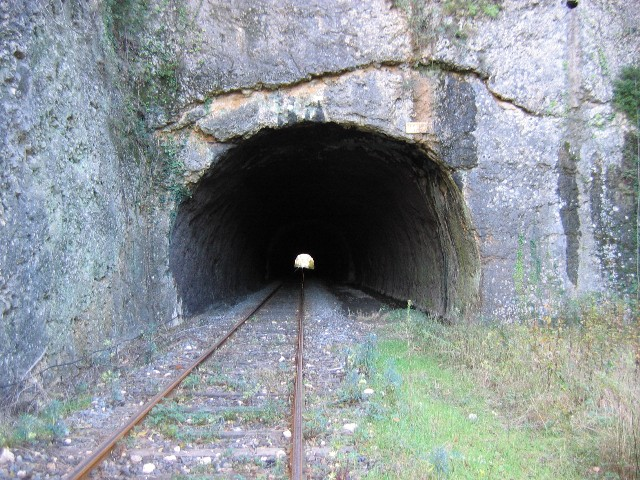
Le tunnel de Saint Ambroix (entre Saint-Julien et Saint-Ambroix)
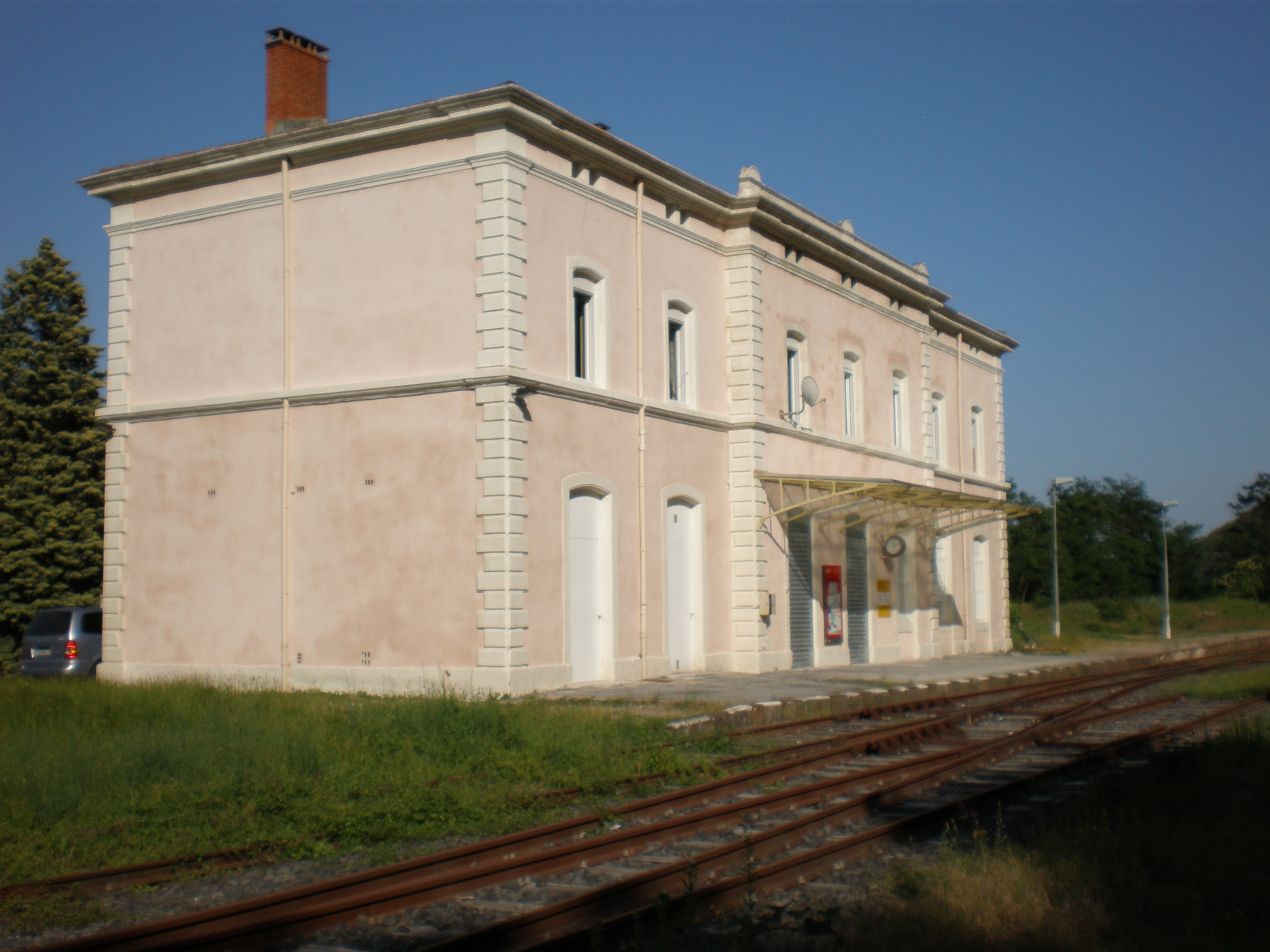
La gare de Bessèges
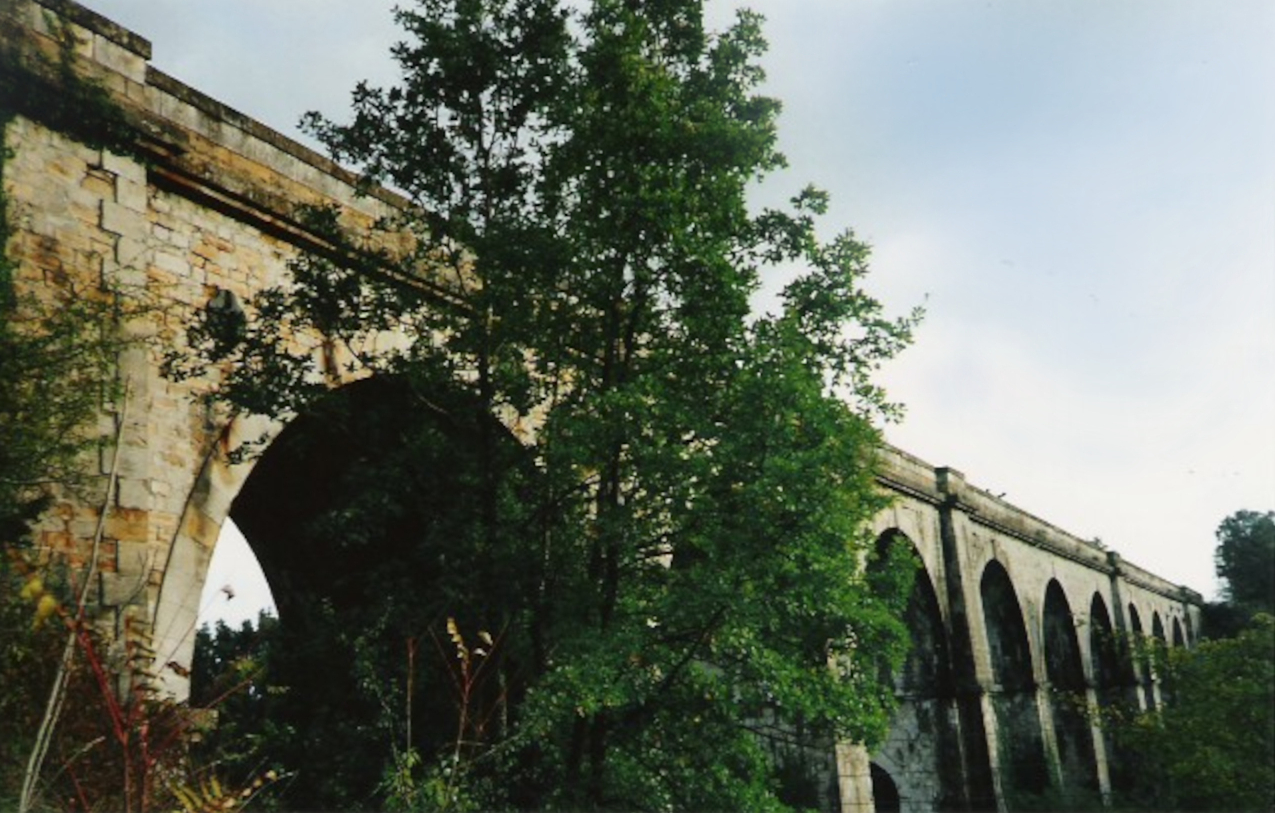
Le viaduc de St Julien de Cassagnas sur l'Auzonnet
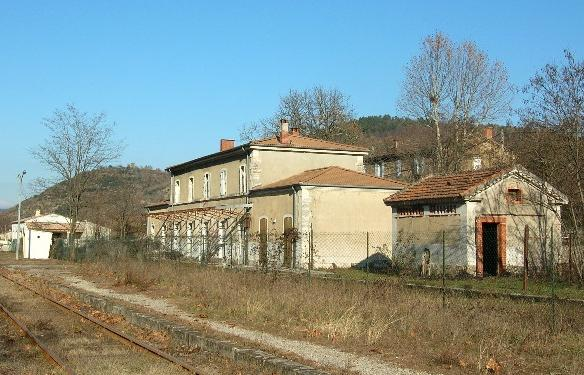
La gare de Robiac
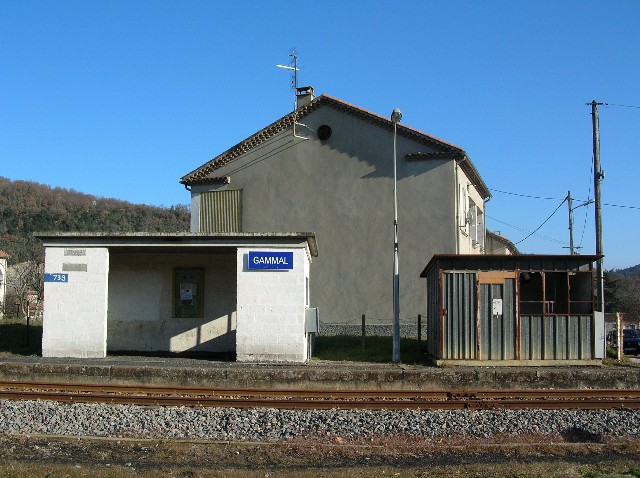
L'arrêt de Gammal
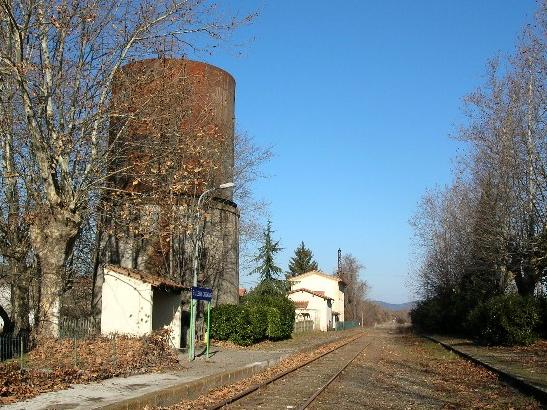
La gare de Saint-Julien-Les Fumades avec vue sur l'ancien château d'eau
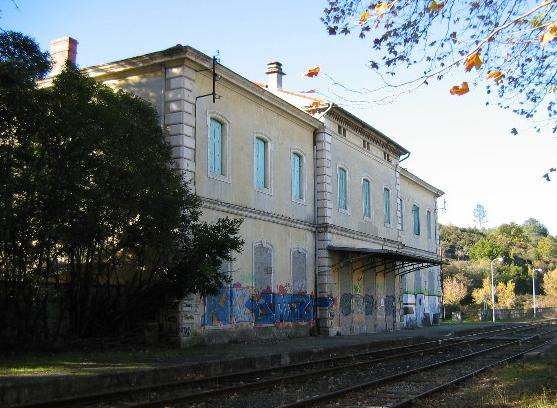
La gare de Saint-Ambroix